# La Vache (Toulouse)
 (août 2015).
Si vous disposez d'ouvrages ou d'articles de référence ou si vous connaissez des sites web de qualité traitant du thème abordé ici, merci de compléter l'article en donnant les références utiles à sa vérifiabilité et en les liant à la section « Notes et références ».
Pour les articles homonymes, voir La Vache.
La Vache est un quartier, au nord de Toulouse, rattaché au secteur 3 Toulouse-Nord. 

## Description
Il est bordé au sud par La Salade, à l'ouest par le quartier de l'avenue des États-Unis, au nord par Lalande, à l'est par Borderouge.
Une ZAC a permis d'aménager le cœur du quartier, sur une surface de 12 hectares, plus de 700 logements, une station de métro et un terminus de bus entre 1997 et 2008.
Le quartier est desservi par une station de métro du même nom sur la ligne B.

## Toponymie
L'origine est incertaine. Le nom viendrait de l'enseigne d'une hôtellerie ou du surnom d'un homme d'après Pierre Salies.

## Équipements
Le quartier comporte, entre autres :
- une maison de quartier;
- le groupe scolaire Jules-Ferry;
- une crèche;
- un bureau de distribution du courrier;
- une maison de retraite;
- un important terminus de lignes de bus;
- la station de métro La Vache.